# 陳淑媛 (劉宋)
陳淑媛，陳姓名不詳（？—466年），南朝宋孝武帝刘骏的妃子，封淑媛（嫔的第二级）。生皇三子刘子勋。母子无宠。刘子勋封晋安王，出镇江州。刘骏駕崩後，陈淑媛为晋安太妃，随兒子生活。
湘东王刘彧弑刘子业自立为宋明帝后，邓琬等人于466年正月初七在寻阳城，奉刘骏尚在世的最年长儿子劉子勋为皇帝，年號義嘉。史料并未明确记载期间陈淑媛是否被尊为皇太后。刘子勋一度得到大部分州郡的支持，但7个月后被劉彧鎮壓，寻阳沦陷后，陈淑媛和刘子勋母子一并遭明帝将领沈攸之斩首。